# Universitatea Agrară de Stat din Miciurinsk
Universitatea Agrară de Stat din Miciurinsk este o universitate cu profil agrar din orașul Miciurinsk, care a fost înființată în 1931 și este cea mai veche instituție de învățământ superior agricol din regiunea Tambov.
Universitatea Agrară de Stat din Miciurinsk este o instituție de învățământ superior din Rusia, care desfășoară un programe de instruire complex care să acopere întregul sistem de agrobusiness. Această instituție pune în aplicare un program de dezvoltare durabilă a zonelor rurale. 
Anual, universitatea instruiește aproximativ 8.500 de studenți în 83 de programe și specializări. Există 27 de catedre și 20 de laboratoare științifice, în care muncesc și se instruiesc studenți, doctoranzi și corpul profesoral-didactic. În lunga perioadă de existență universitatea a format aproximativ 50 de mii de specialiști ai fostei Uniuni Sovietice și ai Federației Ruse.

## Istoric
Universitatea Agrară de Stat din Miciurinsk își are originea în Școala Comercială din Kozlov. Primele propuneri cu privire la necesitatea organizării unei școli comerciale la Kozlov (care era cunoscut în afara provinciei Tambov ca un important oraș comercial) au fost prezentate în 1897 în ședințele Consiliului Orășenesc Kozlov, care era format din antreprenori din cele mai diferite industrii. În consecință, s-a deschis în 1897 o școală comercială pe str. Moscova, unde se află acum școala nr 18. Cu toate acestea, clădirea a fost prea mică pentru adăpostirea școlii comerciale: primul etaj era ocupat de magazine, în plus, aici se aflau apartamentele directorului și profesorului. Ținând seama de opinia exprimată de negustorii din oraș, Consiliul Local a decis să construiască o nouă clădire ca sediu al școlii comerciale în centrul comercial al orașului, iar în vechea clădire a fost cedată gimnaziului de fete. În 1904 construcția clădirii Școlii Comerciale din Kozlov a fost finalizată, iar din 1905 au început să se țină acolo cursuri. Clădirea ocupa o suprafață de 1,3 hectare. Școală Comercială a devenit un simbol al orașului Kozlov, această instituție fiind deschisă în interesul comercianților. 
În 1918 Școala Comercială a fost închisă. După aceea, clădirea a găzduit o școală secundară. În 1920 s-a deschis aici o universitate comunistă pentru educarea a 150 de persoane, dar a fost închisă în 1924 prin decizia Comisariatului Poporului pentru Educație (Наркомпрос). Clădirea a fost ocupată apoi de Institutul pentru Fructe și Legume. Odată cu începerea Războiului Ruso-Finlandez clădirea a fost cedată Ministerului Apărării pentru a fi folosită ca spital militar. În 1940 institutul s-a reinstalat în clădire proprie. Dar odată cu începerea Marelui Război pentru Apărarea Patriei clădirea a fost transformată iarăși în spital din 23 iulie 1941. În 1944 s-a semnat un proces verbal de predare-primire între șeful spitalul și un reprezentant al institutului, Vladimir Novikov, în prezența unui reprezentant al Comisariatului Poporului pentru Educație al RSFSR Gheorghi Kuznețov. Anii au trecut. Astăzi, vechea clădire a fostei școli comerciale este sediu al universității agrare din Miciurinsk.

## Legături externe
- Мичуринский государственный аграрный университет
- сайт города Мичуринска-наукограда РФ Arhivat în 19 octombrie 2011, la Wayback Machine.